# 百齡壇

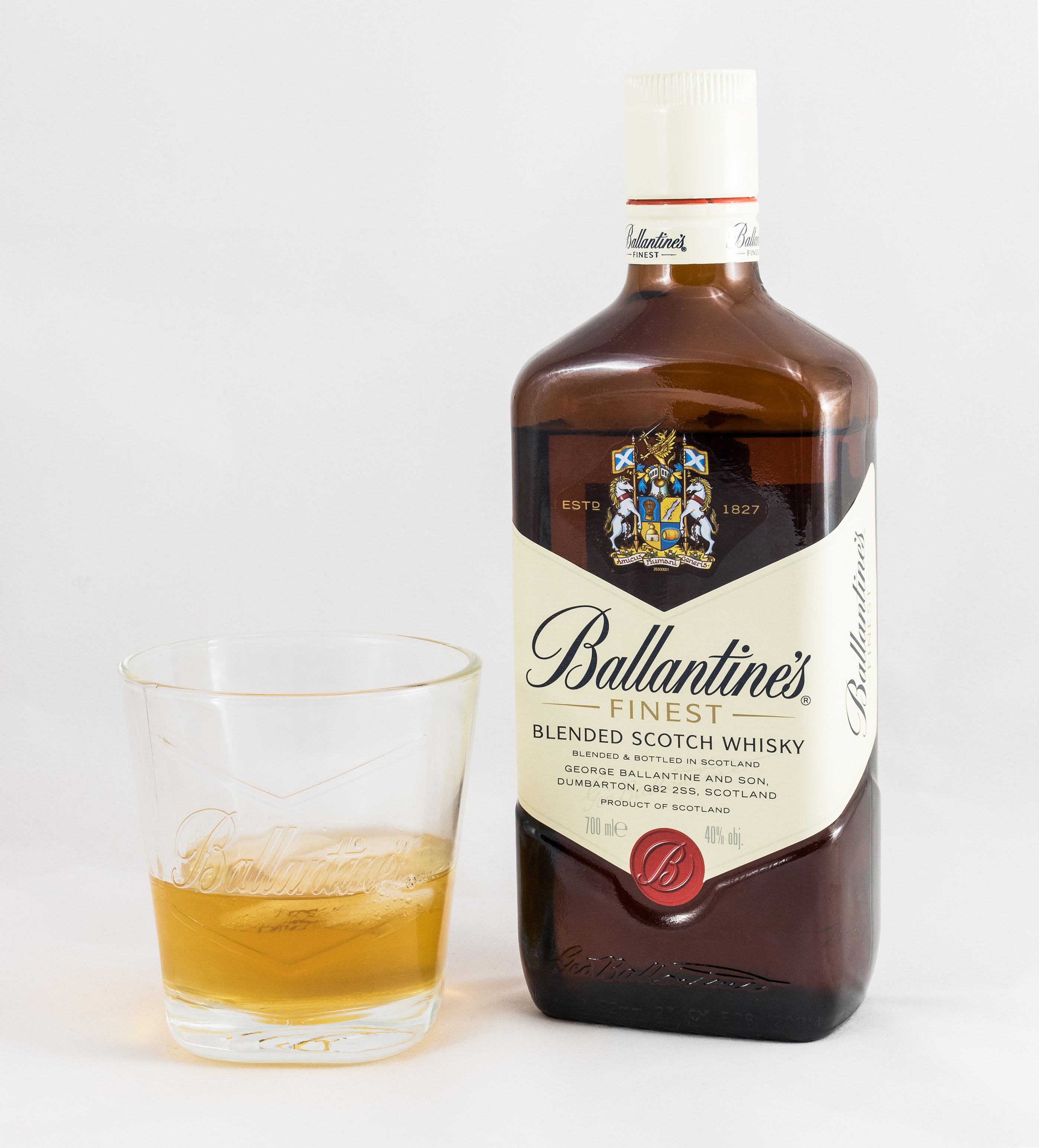
一款無年份標示的百齡罈威士忌

百齡罈（英語：Ballantine's）是全球第二大葡萄酒與烈酒生產集團保樂力加旗下的蘇格蘭威士忌品牌。

## 历史
- 1827年，由一農夫之子喬治·百齡罈所始創，並在其位於蘇格蘭愛丁堡的雜貨店中出售。
- 1865年，雜貨店生意傳至大兒子阿奇博爾德·百齡罈手中，喬治·百齡罈與二兒子小喬治·百齡罈則合力發展威士忌業務，並成立了喬治·百齡壇父子公司（George Ballentine and Son Ltd）。
- 1998年，被聯合多美（英语：Allied Domecq）公司收購。
- 2005年，成為保樂力加旗下品牌。
- 2019年，與台灣潮流品牌PHANTACi 聯名推出百齡罈17年蘇格蘭威士忌。[3]